# Behabad
Behābād (farsi بهاباد) è il capoluogo dello shahrestān di Behabad, circoscrizione Centrale, nella provincia di Yazd in Iran. Aveva, nel 2006, una popolazione di 7.199 abitanti. Si trova a nord-est di Bafq.